# Colour Me Free!
Colour Me Free! è il quarto album di studio della cantante inglese Joss Stone, pubblicato nell'ottobre 2009 e anticipato dal singolo Free Me. Si tratta di un album soul con influenze pop e funk. L'album, data la scarsa produzione viste le incomprensioni fra la cantante e la sua etichetta, non raggiunge né le vendite né le posizioni in classifica dei precedenti lavori. In Italia ha raggiunto la posizione numero 53.

## Tracce
1. Free Me – 3:53 (Joss Stone, Jonathan Shorten, Conner Reeves, Kenya Baker)
2. Could Have Been You – 4:52 (Joss Stone, Jonathan Shorten, Conner Reeves, Kenya Baker)
3. Parallel Lines (feat. Jeff Beck e Sheila E.) – 4:26 (Joss Stone, Jonathan Shorten, Conner Reeves, Kenya Baker)
4. Lady – 4:22 (Joss Stone, Jonathan Shorten, Conner Reeves, Kenya Baker)
5. 4 and 20 – 5:06 (Joss Stone, Jonathan Shorten, Conner Reeves, Kenya Baker)
6. Big Ol' Game (feat. Raphael Saadiq) – 4:30 (Joss Stone, Raphael Saadiq)
7. Governmentalist (feat. Nas) – 5:42 (Joss Stone, Jonathan Shorten, Conner Reeves, Kenya Baker, Neville Malcolm, Hayley Carline, Nas)
8. Incredible – 2:46 (Joss Stone, Jonathan Shorten, Colin Hickson, Paddy Milner, Pete Cherry, Nikolaij Joel, Michael Bowes, Richie Stevens)
9. You Got the Love – 3:35 (Arnecia Michelle Harris, Anthony B. Stephens)
10. I Believe It to My Soul (feat. David Sanborn) – 4:29 (Ray Charles)
11. Stalemate (feat. Jamie Hartman) – 4:18 (Jamie Hartman, Camilla Boler, Joss Stone)
12. Girlfriend on Demand – 4:30 (Joss Stone, Dan Mackenzie)
13. Mr. Wankerman (hidden track, assente nella versione per USA e Canada) – 13:44 (Joss Stone, Javier Colon, Antonia Jenaé)

UK iTunes bonus tracks
1. Every Time I Turn Around – 4:24 (Joss Stone, Alonzo "Novel" Stevenson, Tony Reyes)
2. Mr. Wankerman – 13:44 (Joss Stone, Javier Colon, Antonia Jenaé)

Traccia bonus nell'edizione giapponese
1. I Get High – 3:14 (Joss Stone, Dan Mackenzie)

## Classifiche
| Classifica (2009)         | Posizione massima |
| ------------------------- | ----------------- |
| Australia                 | 36                |
| Austria                   | 17                |
| Belgio (Fiandre)          | 50                |
| Belgio (Vallonia)         | 56                |
| Canada                    | 26                |
| Paesi Bassi               | 16                |
| Francia                   | 63                |
| Germania                  | 26                |
| Italia                    | 53                |
| Svizzera                  | 5                 |
| Regno Unito               | 75                |
| Stati Uniti               | 10                |
| Stati Uniti (R&B/Hip-Hop) | 9                 |
| Classifica (2010)         | Massima posizione |
| Portogallo                | 25                |